# Tom Mardirosian
Tom Mardirosian (Buffalo (New York), 14 december 1947) is een Amerikaans televisie- en theateracteur.

## Biografie
Mardirosian heeft in het leger gediend bij de Special Forces, en hier heeft hij zijn liefde gekregen voor het acteren. Na zijn diensttijd speelde hij in lokale theaters in Buffalo en nam acteerles aan de The Studio ARENA Theatre School.
Mardirosian begon in 1980 met acteren voor televisie in de film Seizure: The Story of Kathy Morris. Hierna heeft hij nog meerdere rollen gespeeld in films en televisieseries zoals Tootsie (1982), Trading Places (1983), New York Stories (1989), The Dark Half (1993), Oz (1998-2003), The Wire (2003), Law & Order (1991-2006), Lady in the Water (2006) en Wall Street: Money Never Sleeps (2010).

## Filmografie

### Films
Uitgezonderd korte films.
- 2019 Abe - als Salim
- 2014 Let's Be Cops - als Georgie
- 2012 Donny's Boy – als manger van Hot Tube
- 2010 Wall Street: Money Never Sleeps – als openbare aanklager
- 2006 Lady in the Water – als mr. Bubchik
- 1999 Razor's Edge – als de kapper
- 1999 On the O.T. – als Ismail
- 1996 Voice from the Grave – als rechter Bacon
- 1996 If Looks Could Kill – als politie kapitein
- 1994 Don Juan DeMarco – als Baba de eenoog
- 1993 The Dark Half – als Rick Cowley
- 1992 Boomerang – als vertegenwoordiger
- 1992 With Murder in Mind – als ??
- 1992 Quiet Killer – als locoburgemeester Kaprow
- 1990 Presumed Innocent – als Nico Della Guardia
- 1990 Betsy's Wedding – als Dave Delahees
- 1990 Kojak: None So Blind – als Weiss
- 1989 New York Stories – als Hasid
- 1988 Shakedown – als taxichauffeur
- 1987 The Rosary Murders – als detective Fallon
- 1986 Agent on Ice – als winkeleigenaar
- 1986 Power – als Sheikh
- 1986 Rockabye – als taxichauffeur
- 1984 Alphabet City – als Benny
- 1983 Trading Places – als officier Pantuzzi
- 1982 Tootsie – als toneelmanager
- 1982 The Neighborhood – als ??
- 1982 Muggable Mary, Street Cop – als Maitre'D
- 1980 Seizure: The Story of Kathy Morris – als buschauffeur

### Televisieseries
Uitgezonderd eenmalige gastrollen.
- 2016 Bosch - als Joey Marks - 3 afl.
- 2006 The Bedford Diaries - als Thaddeus Cole - 2 afl.
- 2004 – 2006 Law & Order – als rechter Fischer - 2 afl.
- 2003 The Wire – als agent Kristos Koutris – 3 afl.
- 1998 – 2003 Oz – als Agamennon Busmalis – 46 afl.
- 1989 The Equalizer – als Arnoff – 2 afl.

### Computerspellen
- 2015 Evolve - als Lazarus (stem)
- 2006 Bully – als mr. Smith (stem)

### Theaterwerk
- 2003 – 2005 Wonderful Town – als Appopolous
- 2002 The Butter and Egg Man – als Joe Lehman
- 1992 – 1993 My Favorite Year – als koning Kaiser
- 1986 Cuba & His Teddy Bear – als Jackie
- 1977 Happy End – als lid van de Fold / Johhny Flint
- 1974 – 1978 The Magic Show – als Feldman